# Bodenmechanik
Bodenmechanik ist die Lehre von den physikalischen Eigenschaften des Bodens und seines Verhaltens als Baugrund (im Unterschied zum Fels: Felsmechanik). Sie untersucht die Bewegungen und Kräfte in Lockergesteinen bzw. Erdstoffen, insbesondere die Vorgänge bei Bauwerken im Boden (Grundbau) und aus Erde (Erdbau). Sie beschäftigt sich auch damit, wie die Kräfte aus der Statik eines Bauwerkes in den Untergrund schadlos abgeleitet werden.

## Die Bodenmechanik als Ingenieurwissenschaft
Die Bodenmechanik hat sich als Übergangsbereich zwischen Geotechnik, Kontinuumsmechanik und Bodenkunde entwickelt. Sie dient auch als theoretische Grundlage der Erdstatik, einem Teilgebiet der Baustatik. Mit den Berechnungsmethoden der Erdstatik wird das Verhalten des Bodens vorhergesagt, um Fundamente entsprechend der Belastung durch aufstehende Bauwerke bemessen zu können.
Dabei sind insbesondere Grundbrüche, die zum Kippen des Baukörpers führen, zu vermeiden. Für die unter der Erdoberfläche liegenden Teile des Baukörpers ist der Einfluss des Erddrucks zu ermitteln. 
Auch bei Erdbauwerken wie etwa Böschungen oder natürlichen Hängen hilft die Bodenmechanik, die Standsicherheit zu überprüfen.
Ein wesentlicher Unterschied der Bodenmechanik zur Felsmechanik besteht darin, dass der Boden bei Standsicherheitsberechnungen als Kontinuum behandelt werden kann, der Fels jedoch aufgrund seiner Schicht- und Kluftstruktur häufig nur als Diskontinuum. Dieses erfordert verschiedene Ansätze.

## Teilgebiete
Ein wichtiges Teilgebiet der Bodenmechanik (als Teilbereich der Bodenkunde) ist die Bodenklassifizierung, sowie die Erforschung der mechanischen Eigenschaften von Böden und die Entwicklung entsprechender Prüfmethoden, um die mechanischen Eigenschaften der Böden klassifizieren und wirklichkeitsnah modellieren zu können:
- In bodenmechanischen Laboren werden diese Eigenschaften mit Versuchsgeräten ermittelt. Dabei bestimmt man zum Beispiel: Dichte, Korngrößenverteilung, Konsistenz, Fließgrenze, Ausrollgrenze, Schrumpfgrenze, Porenanteil, Verdichtbarkeit, Proctordichte, Wassergehalt, Wasseraufnahme, Wasserdurchlässigkeit, Scherfestigkeit, Kohäsion, Steifemodul usw.
- Ein Labor-Prüfgerät, mit dem die Scherfestigkeit von Bodenproben gemessen werden kann, ist zum Beispiel das Triaxialgerät, ein anderes Gerät, das die Verformbarkeit misst, ist das Ödometer.
- Im Feld (auf der Baustelle) verwendet man andere Geräte, um Proben zu gewinnen oder um Kennwerte in situ (vor Ort) zu bestimmen: Stechzylinder, Penetrometer, Rammkern- oder Rammsonden, Plattendruckgeräte für den Plattendruckversuch und andere.

Ein weiterer Bereich der Bodenmechanik ist die Entwicklung von materialwissenschaftlichen Stoffgesetzen zur Beschreibung des Verhaltens von Böden. Die einfachsten Stoffgesetze, mit denen das Verhalten von Böden beschrieben wird, sind das Hookesche Gesetz (linear elastisches Verhalten) und die Bruchbedingung von Mohr-Coulomb (starr plastisches Verhalten). Mit diesen kann das mechanische Verhalten von Böden jedoch nur grob angenähert werden, ihr Einsatz ist daher jeweils auf spezielle Fragestellungen beschränkt. Für eine realistischere Beschreibung des Materialverhaltens werden immer anspruchsvollere Stoffgesetze angewendet, wobei dies zu einem erhöhten Aufwand führt.
Ein ebenfalls wichtiger Aspekt bei der Beschreibung des mechanischen Verhaltens von Böden ist deren Mehrphasigkeit. Boden besteht aus verschiedenen Phasen: dem Korngefüge (fest), in dessen Poren sich Wasser (flüssig) und Luft (gasförmig) befinden. Die Wechselwirkungen zwischen diesen drei Phasen zu beschreiben, ist eine Aufgabe der Bodenmechanik. Durch Wechselwirkungen bedingte bodenmechanische Phänomene sind hier z. B. der statische Auftrieb, die Kapillarität sowie die Durchlässigkeit, die meistens mit dem Darcy-Gesetz beschrieben wird. Auf Grund einer Änderung der Phasenanteile kann der Boden seinen Zustand von fest über plastisch bis hin zum flüssigen Zustand (siehe Casagrande) ändern.

## Geschichte
Die erste mathematische Theorie über Bodenbewegungen und -kräfte legte Charles Augustin de Coulomb (1773) vor. Das erste umfassende Lehrbuch über Bodenmechanik verfasste Karl von Terzaghi (1925). Terzaghi gilt damit als Begründer der Bodenmechanik als eigenständige Wissenschaft.